# Alexandr Nigmatulin
Alexandr Nigmatulin, né en 1987 à Chimkent, est un grimpeur kazakhstanais. 

## Palmarès

### Championnats du monde
- 2009 à Qinghai,  Chine
  -  Médaille d'argent en vitesse

### Championnats d'Asie
- 2010 à Changzhi,  Chine
  -  Médaille d'or en vitesse
- 2009 à Chuncheon,  Corée du Sud
  -  Médaille d'or en vitesse